# Géoéconomie
La géoéconomie est l'étude des interrelations entre l'économie et la géographie politique d'un territoire. Branche de la géopolitique, la géoéconomie se situe au croisement des sciences économiques et des relations internationales. Elle met en lumière la dimension spatiale, temporelle et politique de l'économie et de l'allocation des ressources. Le concept de géoéconomie a été développé aux États-Unis par Edward Luttwak et en France par Pascal Lorot, politologue français qui crée en 1997 la revue trimestrielle Géoéconomie. 

## Concept

### Géographie politique de l'économie
La géoéconomie vise à éclairer les effets de l'économie sur la géographie politique d'un territoire, c'est-à-dire l'interrelation entre les ressources rares d'une entité territoriale et sa politique extérieure. Elle permet d'analyser les stratégies économiques diligentées par les États dans le cadre de leurs politiques intérieures ou extérieures.
Le fondateur de la géoéconomie française, Pascal Lorot, définit la discipline comme un champ du savoir qui « analyse les stratégies d'ordre économique – notamment commerciales –, décidées par les États dans le cadre de politiques visant à protéger leur économie nationale ou certains pans bien identifiés de celle-ci ». Il place donc l’État au centre de l'analyse géoéconomique en tant qu'il soutient ses entreprises (néocolbertisme). En effet, il doit « aider [ses] entreprises nationales à acquérir la maîtrise de technologies et/ou à conquérir certains segments du marché mondial ». Cela confère à l’État « un élément de puissance et de rayonnement international et concourt au renforcement de son potentiel économique et social ».
La discipline s'intéresse à la géographie politique en ce que la question de la géopolitique économique d'un État est liée aux « relations entre puissance et espace, mais un espace "virtuel" ou fluidifié au sens où ses limites bougent sans cesse, c'est-à-dire donc un espace affranchi des frontières territoriales et physiques caractéristiques de la géopolitique ».

### Distinction vis-à-vis des écoles de pensée économiques
La géoéconomie ne se confond pas avec le mercantilisme et le néomercantilisme, qui sont deux écoles de pensée économique qui soutiennent que l'objectif ultime de l’État est de maximiser les stocks de métaux précieux du pays. Le mercantilisme soutient que les querelles commerciales débouchent sur des querelles militaires. La compétition mercantiliste est donc subordonnée à la compétition militaire.
L'ère géoéconomique actuelle, cependant, fait qu'il n'y a pas de modalité de compétition supérieure ou meilleure. L'économie peut être cause et instrument de conflit. Lorsque les conflits commerciaux mènent à des crises politiques internationales, la dispute peut être résolue grâce aux armes qu'offre le commerce. 

## Grille d'analyse

### Comportement maximisateur
Le père américain de la géoéconomie, Luttwak, fonde sa conception de la géoéconomie sur une grille de lecture similaire à celle des conflits militaires. Il postule les États comme ayant un comportement maximisateur, cherchant à collecter le plus de revenus possibles grâce à la fiscalité de leur pays, et ne sauraient se contenter de voir les autres États récolter des revenus sur les activités commerciales des tiers.
Les États régulent l'activité de sorte à maximiser les gains au sein de leurs propres frontières. Ils n'agissent pas d'une manière désintéressée et transnationale, même lorsque leurs actions résultent en une situation sous-optimale pour les autres États. La logique de la régulation est conforme aux logiques de la guerre.

### Gains du commerce
Luttwak postulait le commerce comme un jeu à somme nulle. Cette approche a toutefois été nuancée par des géoéconomistes postérieurs.

### Utilité transnationale
Luttwak soutient que les États et les blocs d'États mettent en place des politiques de création d'infrastructures de sorte à optimiser l'utilité nationale, sans prendre en compte les conséquences que cela a sur les autres États. Il n'y a pas nécessairement d'utilité transnationale.
Les États et les blocs d'États promeuvent l'innovation technologique dans le but d'en maximiser les bénéfices au sein de leurs frontières. Le développement de technologies est intéressé.

### Militarisation de l'interdépendance
Henry Farrell et Abraham L. Newman ont créé le concept d'interdépendance militarisée. Ils considèrent que la géoéconomie doit se pencher sur les manières dont la géographie politique d'un pays l'insère dans des réseaux d'interdépendance qui peuvent être armés contre lui, ou au contraire, qu'il peut armer contre d'autres, dans le but d'atteindre ses objectifs politiques et économiques.

### Lois de la gravitation géoéconomique
Selon Nicolas Firzli, directeur du Forum Mondial des Fonds de Pension, les « lois de la gravitation géoéconomique » qui régissent les rapports entre les nations depuis la fin de la guerre froide s’articulent autour de cinq éléments essentiels : autosuffisance financière, existence d’infrastructures de transport modernes et d’un système de retraite solide, attractivité territoriale et capacité à projeter le ‘soft power’ diplomatique et culturel au-delà des frontières nationales et/ou régionales,.

## Critiques et débats
La géoéconomie fait l'objet de débats académiques. Aymeric Chauprade soutient que la discipline souffre de ce qu'elle mettrait en avant l'économique comme critère d'analyse de conflits, aux dépens de facteurs tiers, tels que la lutte pour le pouvoir politique.
Certains soutiennent que la fin de la guerre froide et l'intensification de la mondialisation dans sa composante économique ont progressivement mené à un recul de la géopolitique au profit de la géoéconomie. L'ancien président des États-Unis Richard Nixon écrit ainsi, en 1995, que « aussi, certains soutiennent que, la guerre froide s'achevant, l'importance du pouvoir économique et de la géo-économie a dépassé celle du pouvoir militaire et de la géopolitique traditionnelle ».